# Anna Bella Geiger
Anna Bella Geiger (ur. 4 kwietnia 1933 w Rio de Janeiro) – brazylijska artystka polsko-żydowskiego pochodzenia, zajmująca się malarstwem, rysunkiem, fotografią; wykładowczyni.

## Życiorys
Anna Bella Geiger jest córką polskich-żydowskich imigrantów pochodzących z Ostrowca Świętokrzyskiego, którzy wyjechali do Brazylii ok. 10 lat przed jej narodzinami. Jej ojciec zajmował się wytwórstwem torebek i sukienek haute couture. Uczęszczała do liceum francuskiego w Rio de Janeiro. Przez cztery lata kształciła się w pracowni Faygi Ostrower, następnie na Universidade Federal do Rio de Janeiro studiowała filozofię, językoznawstwo i języki anglo-germańskie. Uczyła się także w Metropolitan Museum of Art w Nowym Jorku. W 1968 zaczęła uczyć rysunku i grawerunku w metalu w Museum of Modern Art w Rio. Miała już wtedy własną pracownię w domu. W 1969 na kilka miesięcy przeprowadziła się do Nowego Jorku.
Geiger przynależy do czołówki artystów z Rio de Janeiro, którzy na nowo połączyli tradycję ekspresjonistyczną z neokonkretyzmem, jak Hélio Oticica, Lygia Clark, Lygia Pape. W twórczości daje wyraz: „brazylijskości” (brasilidade), postkolonialnemu dziedzictwu, antropologii, astronomii, kulturom tubylczym, alchemii, poezji konkretnej, brazylijskiej muzyki, utopiom i dystopiom, teoriom gier.
Anna Bella Geiger reprezentowała Brazylię na wielu wystawach, między innymi na biennale w Wenecji i São Paulo. W 1999 Mario Carneiro zrealizował film dokumentalny Uma poética contemporânea do espaço (Współczesna poetyka przestrzeni) poświęcony jej twórczości. Jej praca Coração e autras coisas (Serce i inne rzeczy) posłużyła za inspirację dla symfonii Guillermo Rendóna Garcíi Grabado de Anna Bella Geiger (Grawiura Anny Belli Geiger, 1966), a sama Geiger stała się tematem popularnej piosenki rockowej Mariny Limy (Anna Bella z albumu Lá nos primórdios (Powrót do dawnych czasów, 2006). Część jej prac jest w posiadaniu Muzeum Sztuki Nowoczesnej w Warszawie, MoMA w Nowym Jorku, Centrum Pompidou w Paryżu, Muzeum Harvarda w Cambridge, Muzeum Wiktorii i Alberta oraz Tate Britain w Londynie, Muzeum J. Getty'ego w Los Angeles, Museu de Arte de São Paulo, Nowojorskiej Bibliotece Publicznej.
Pierwsza jej wystawa w Polsce miała miejsce w 2017 w Krakowie. Na przełomie 2018/2019 w Galerii Zachęta w Warszawie odbył się pierwszy duży pokaz Geiger w Polsce – Mapy pod niebem Rio de Janeiro.
Odznaczona Orderem Krzyża Południa (2004) oraz Orderem Zasługi Kulturalnej (2010).